# خوزه مانوئل میرلس والورده
خوزه مانوئل میرلس والورده (اسپانیایی: José Manuel Mireles Valverde‎; ۲۴ اکتبر ۱۹۵۸ – ۲۴ نوامبر ۲۰۲۰) پزشک اهل مکزیک و نیز رهبر و بنیانگذار گروه اتحاد اتودیفندرز بود. گروهی که علیه کارتل نایتز تمپلار و نیز دیگر کارتل‌های ایالت میچوآکان مبارزه می‌کرد. میرلس از پاییز سال ۲۰۱۳ به عنوان شخصیتی مهم در میان شبه نظامیان دفاع شخصی که در آن زمان علیه کارتل نایتز تمپلار در آپاتزینگان و سایر شهرداری‌ها در ساحل میچوآکان می‌جنگیدند، ایفای نقش می‌کرد. در تاریخ ۲۵ نوامبر ۲۰۲۰، یک آژانس دولتی مکزیک تأیید کرد که میرلس بر اثر "عوارض بیماری کووید ۱۹" درگذشته است.